# Kingston Russell
Kingston Russell est une paroisse civile et un village du Dorset, en Angleterre.